# Meteorus calimai
Meteorus calimai (лат.) — вид паразитических наездников рода Meteorus из семейства Braconidae. Неотропика (Колумбия).

## Описание
Мелкие наездники. Основная окраска тела коричневая с жёлтыми и тёмными отметинами. От близких видов отличаются следующими признаками: мезонотум и задний тазик полностью тёмно-коричневые; усики с 25 члениками; глаза сходящиеся, максимальная ширина лица равна 1,5 от его минимальной ширины; коготки лапок с небольшой долей; затылочный киль полный; дорсопе на первом тергите брюшка отсутствует. Первый брюшной тергит стебельчатый (петиоль короткий). Нижнегубные щупики состоят из 3 сегментов. Трохантеллюс (2-й вертлуг) отделён от бедра. В переднем крыле развита 2-я радиомедиальная жилка. Предположительно, как и другие виды рода эндопаразитоиды гусениц бабочек или личинок жуков. Вид был впервые описан в 2011 году американскими энтомологами Helmuth Aguirre и Scott Richard Shaw (University of Wyoming, Department of Ecosystem Science and Management, Laramie, Вайоминг, США).